# Latter Days
Latter Days is een Amerikaanse romantische dramafilm uit 2003 over een relatie tussen twee homoseksuele jongens: een partyboy en een mormoonse missionaris die in de kast zit.
De film is geschreven door C. Jay Cox. In de hoofdrollen spelen Steve Sandvoss als de missionaris Aaron en Wes Ramsey als zijn buurman, de partyboy Christian.
Bijrollen zijn er voor Joseph Gordon-Levitt als ouderling Ryder en Rebekah Johnson als Julie Taylor.
De film beleefde zijn wereldpremière op het Philadelphia International Gay & Lesbian Film Festival op 10 juli 2003. Daarna volgde de rest van de Verenigde Staten en een paar andere landen. Vaak gebeurde de première op homo-filmfestivals.
Het was de eerste film over de botsing tussen de beginselen van de mormoonse kerk en homoseksualiteit. In Amerika lukte het diverse religieuze groepen om de film uit de filmzalen en dvd-schappen te krijgen.
In 2004 bewerkte T. Fabris Latter Days tot een roman.

## Het verhaal
Ouderling Aaron Davis wordt samen met drie andere missionarissen naar Los Angeles gestuurd om het Mormoonse geloof te verspreiden. Ze wonen naast het appartement van de homoseksuele partyboy Christian Markelli en zijn huisgenote Julie.
Om 50 dollar wedt Christian met zijn collega's dat hij een van de mormonen kan verleiden. Hij komt er snel achter dat Aaron een homo is die niet voor zijn geaardheid wil/kan uitkomen.
Op een avond betrappen de andere missionarissen Christian en Aaron zoenend. Aaron wordt teruggestuurd. Ouderling Ryder vertelt Christian dat Aaron een tussenstop van vijf uur heeft in Salt Lake City.
Op het vliegveld vinden de twee elkaar weer. Alle vluchten zijn geannuleerd waardoor ze een nacht samen doorbrengen in een hotel. Aaron is weg als Christian wakker wordt. Thuis wordt Aaron geëxcommuniceerd en na een zelfmoordpoging wordt hij opgenomen in een instelling om te 'genezen.' Geïnspireerd door een lied dat hij hoort gaat Aaron op zoek naar Christian. Hij weet dan niet dat het lied gezongen wordt door Christians huisgenoot Julie, die de tekst gebaseerd heeft op een dagboekfragment van Christian.
Ten einde raad komt Aaron aan in Lila's, het restaurant waar Julie en Christian werken. Ze vallen elkaar in de armen.

## Rolverdeling
- Steve Sandvoss - Ouderling Aaron Davis
- Wes Ramsey - Christian William Markelli
- Rebekah Johnson - Julie Taylor
- Jacqueline Bisset - Lila Montagne
- Amber Benson - Traci Levine
- Joseph Gordon-Levitt - Ouderling Paul Ryder
- Rob McElhenney - Ouderling Harmon
- Khary Payton - Andrew
- Dave Power - Ouderling Gilford
- Erik Palladino - Keith Griffin
- Mary Kay Place - Zuster Gladys Davis
- Jim Ortlieb - Ouderling Farron Davis
- Linda Pine - Susan Davis

## Titel
De titel is een verwijzing naar de Engelse naam van de mormoonse kerk: The Church of Jesus Christ of Latter-day Saints (Kerk van Jezus Christus van de Heiligen der Laatste Dagen).